# 青森丸 (6代)
青森丸（あおもりまる）は、青森県が所有する漁業実習船。青森県立八戸水産高等学校の実習に使用されている。本項目では、2003年に建造され就航中の6代目(?)を取り扱う。

## 概要
499トンの先代の代船として函館どつくで建造され、2003年3月に竣工した。
青森県内の高校で実習船を有するのは八戸水産高校のみである。
本船はマグロはえ縄漁やイカ一本釣りなどの漁業実習、航海や機関や無線通信の実習を行うほか、海洋調査能力も併せ持つ。マグロ漁の実習はハワイ付近で行っている。

## 略歴
- 1956年（昭和31年）9月- 建造[4]
- 1967年（昭和42年）10月- 建造[4]
- 1977年（昭和52年）3月- 建造[4]
- 1990年（平成2年）3月- 建造（499トン）[4]
- 2003年（平成15年）3月- 建造（660トン）[4]

## エピソード
- 2011年3月11日に発生した東日本大震災では、ハワイ沖での実習で漁獲したマグロを水揚げする為に立ち寄っていた神奈川県三浦市の三崎漁港から青森県まで、三浦市が提供した非常米と三浦のボランティア達が提供した大根やキャベツなどの救援物資を輸送した[6]。
- ハワイ沖で約70日間のマグロの実習を行った後の帰港はデーリー東北新聞社の記事になるのが毎年の風物詩[7]。
- 本船が実習でハワイ近海で捕獲したマグロの一部は缶詰にされ、10月に開催される水産デーで販売される場合がある[8]。